# Ukonsaari (ö i Södra Savolax, S:t Michel, lat 61,39, long 27,92)
Ukonsaari är en ö i Finland. Den ligger i sjön Saimen och i kommunen Puumala i den ekonomiska regionen  S:t Michel och landskapet Södra Savolax, i den södra delen av landet, 210 km nordost om huvudstaden Helsingfors. Öns area är 49,9 hektar och dess största längd är 1,3 kilometer i sydöst-nordvästlig riktning.